# Mummichog
Mummichog, Fundulus heteroclitus, är en fiskart i gruppen äggläggande tandkarpar som beskrevs av Carl von Linné 1766. Den förekommer naturligt i Kanada och USA, samt som introducerad art på Filippinerna och Hawaii samt i Portugal och Spanien. Vuxna exemplar blir vanligtvis knappt 9 centimeter långa, men kan undantagsvis nå 15 centimeters längd.

## Systematik
Förutom nominatformen Fundulus heteroclitus  heteroclitus finns även en underart beskriven: F. h. macrolepidotus. Den förekommer endast i Kanada och USA.